# Wanderson Costa Viana
Wanderson Costa Viana, kurz Wanderson, (geboren am 7. Februar 1994 in Brasília) ist ein brasilianischer Fußballspieler.

## Karriere
Wanderson begann seine Karriere als Zwölfjähriger im Jahre 2006 beim Brasiliense FC und wurde für die Saison 2008/09 an den griechischen Verein Olympiakos Piräus ausgeliehen. 2010 kehrte er wieder zu Brasiliense zurück. Im gleichen Jahr wurde er an den Goiás EC verliehen. Zu Olympiakos kehrte er für die Saison 2010/11 zurück. In der Saison 2011/12 wurde er an den griechischen Provinzverein Doxa Dramas ausgeliehen. In der Saison 2012/13 unterzeichnete er einen Vertrag beim südafrikanischen Verein Ajax Cape Town, wo er 18 Ligaspiele absolvierte. Seit 2014 steht er beim griechischen Zweitligisten Apollon Smyrnis unter Vertrag.